# لجنة الحقيقة والمصالحة (ليبيريا)
لجنة الحقيقة والمصالحة الليبيرية هي منظمة مشرعة برلمانياً أُنشئت في مايو عام 2005 تحت إدارة الحكومة الانتقالية. عملت اللجنة عبر الأمر القضائي الأول الذي أصدرته إلين جونسون سيرليف بعد انتخابها رئيسة لليبيريا في نوفمبر عام 2005. توصلت لجنة الحقيقة والمصالحة الليبيرية إلى تقريرها النهائي عام 2010، ونصحت السلطات الوطنية باتخاذ الإجراءات اللازمة لمحاكمة المسؤولين ودفع تعويضات عن الأضرار.
تعرّضت لجنة الحقيقة والمصالحة الليبيرية إلى الكثير من الانتقادات بسبب عدم قدرتها على إدانة تشارلز تايلور وإلين جونسون سيرليف. اتهمت المحكمة الخاصة بسيراليون تشارلز تايلور، قائد مجموعة المتمردين التي تُدعى الجبهة الوطنية الليبيرية، بجرائم ضد الإنسانية. أدى هذا الاتهام إلى عدم تمكن لجنة الحقيقة والمصالحة من سماع شهادة تايلور. لكن في المقابل، أُدرج اسم سيرليف ضمن قائمة الأشخاص المحظورين من المنصب أو الوظيفة، وهو قرارٌ قامت المحكمة العليا لاحقاً بإسقاطه.

## الإنشاء والتفويض
تم تفويض لجنة الحقيقة والمصالحة الليبيرية لـ “نشر السلام الوطني والأمن والوحدة والمصالحة” عن طريق التحقيق في صراع أهلي في البلاد دامَ لأكثر من 20 عامًا، وعن طريق إعداد تقارير حول الانتهاكات الصارخة لحقوق الإنسان التي وقعت في ليبيريا منذ شهر يناير من عام 1979 وحتى الرابع عشر من أكتوبر عام 2003. تُعرّف تلك “الانتهاكات” وأي خرقٍ لاتفاقيات جنيف بأنها انتهاكات على معايير حقوق الإنسان الدولية، وجرائم ضد الإنسانية وجرائم حرب.
كان هدف لجنة الحقيقة والمصالحة الليبيرية إزالة المفاهيم الخاطئة والمُحرفة للتنمية السياسية والاجتماعية الاقتصادية للبلد سابقاً. حاولت اللجنة جاهدة إنشاء محكمة مختصة لمعالجة قضايا الحصانة والسماح للضحايا ومقترفي الجرائم ضد حقوق الإنسان بالتحدث عن تجاربهم، وبذلك تخلق صورة واضحة عن الماضي وتسهّل عملية المصالحة والتعافي الحقيقي. وبذلك، مُنحت لجنة الحقيقة والمصالحة الليبيرية استقلالها التام عن الحكومة الليبيرية لمنع انحياز المفوضين والموظفين في اللجنة.
مُنحت اللجنة أيضاً السلطة الكاملة للتحقيق في الانتهاكات الجسيمة لحقوق الإنسان وإساءة استخدام السلطة بشكل ممنهج في ليبيريا، والتعرف على الأفراد أو الجماعات الذين اقترفوا تلك الانتهاكات وضمان مساءلتهم، إذا كان ذلك ممكناً. اتخذت الحكومة الليبيرية إجراءات إضافية كي تسمح للجنة بجمع المعلومات ووضع تقريرٍ نهائي شامل. وعلى عكس لجنة الحقيقة والمصالحة في جنوب أفريقيا، لا تستطيع لجنة ليبيريا سوى ترشيح الأسماء من أجل العفو العام وتقديمها إلى الحكومة الليبيرية. تستطيع اللجنة الليبيرية أيضاً تقديم مقترحات وتوصيات إلى الحكومة بخصوص تعويضات إزالة الأضرار وإعادة تأهيل الضحايا، والإصلاحات القانونية والمؤسساتية وغيرها، وتستطيع تقديم مقترحات بخصوص حاجتها إلى إجراء مزيدٍ من التحقيقات والاستفسارات حول قضايا معينة، والحاجة إلى إجراء المحاكمات في حالات خاصة.

## المفوضون
عيّنت حكومة ليبيريا عشرة أعضاء هم:
- جيروم جاي. فيردير، رئيس اللجنة
- ديدي دولوبي، نائب رئيس اللجنة
- أومو كي. سيللا، أمين الخزينة
- القس أرثر إف. كولا
- الشيخ كافومبا إف. كوني
- بيرل براون بول
- جيرالد بي. كولمان
- جون إتش. تي. ستوارت
- ماسا واشنطن
- هنريتا جوي أبينا مينسا بونسو

## التقرير النهائي
نشرت لجنة الحقيقة والمصالحة تقريرها النهائي في الأول من يوليو عام 2009. احتوى التقرير النهائي على نحو 400 صفحة. واستلزم بذلك تفويض اللجنة والمنهجية في التوصل للنتائج وخلفية الصراع في ليبيريا. بالإضافة إلى ملخص عن عملية جمع المعلومات والتقارير المتعلقة بالنتائج، وأخيراً، توصيات لمنع ارتكاب أعمال وحشية كتلك التي قام بها تشارلز تايلور وبرينس جونسون. استشهد التقرير النهائي بـ 200 ألف شهادة فردية من ليبيريا والولايات المتحدة ونيجيريا وأوروبا وغانا.
عالج التقرير النهائي المشاكل التي تواجه ليبيريا بعد الحرب الأهلية بطريقتين. الأولى هي قائمة من التوصيات التي تطالب الحكومة الليبيرية بتعويض أضرار ضحايا الحرب وإجراء الإصلاحات لتجنب حدوث تلك الأعمال الوحشية مجدداً. والطريقة الثانية هي وضع قائمة بأسماء أشخاص لإعادة التحقيق معهم، أو لأنهم يستحقون الحصول على عفو. وضعت لجنة الحقيقة والمصالحة الليبيرية قائمة بـ 47 توصية نقلتها إلى الحكومة الليبيرية، تتراوح هذه التوصيات من إنشاء مراكز ثقافة وطنية لتشجيع الثقافة الليبيرية المتنوعة، إلى ضمان معاقبة منتهكي حقوق الإنسان ودفعهم التعويضات اللازمة للضحايا. وضعت اللجنة اقتراحات بخصوص تلقي ضحايا الحروب الليبيرية الأهلية التعويض المناسب، ووجوب معاقبة الجناة.
أوصت اللجنة أيضاً بجعل الثروات والإمدادات والبنية التحتية متاحةً لحلّ أي خلافات أو مشاكل متبقية. لم توص اللجنة بإصدار عفوٍ عام، وإنما إصدار عفو لمن شاركوا في الحرب وهم تحت سنّ الـ 18 ولم يخرقوا القوانين الإنسانية. أما بخصوص الحكومة، أوصت اللجنة بإجراء الكثير من الإصلاحات للأنظمة الثقافية الحالية، كتبديل الشعار الوطني وتخفيض عدد الأحزاب السياسية وتحسين نظام التعيينات السياسية وتبديل التقويم الليبيري الرسمي ليشمل عطلاً رسمية خاصة بالمجموعات العرقية المتعددة. في الإطار العام، اقترحت اللجنة على الحكومة الليبيرية نشر وتشجيع ثقافة احترام حقوق الإنسان، وتوفير الحماية للنساء والأطفال، وجعل سلطة الحكومة الليبيرية لا مركزية.

## الانتقادات
واجهت لجنة الحقيقة والمصالحة الليبيرية الكثير من الانتقادات ولأسباب متنوعة. ادعى منتقدو اللجنة أنها تفتقد إلى التمويل اللازم والطاقم المؤهل والبنية الكافية. انعكس فشل الحكومة في تطبيق توصيات اللجنة سلبًا على صورة اللجنة. في عام 2008، انتقدت منظمة العفو الدولية عدم تمكن اللجنة من نشر سياساتها المتعلقة بعملية التعويض عن الأضرار والمحاكمة، وسياسات المفوضين المتعلقة بحماية الضحايا وعدم توفير العفو العام لمن يدلي بمعلومات، وعدم قدرة اللجنة على توفير التعويضات الفردية. استمرت اللجنة بالعمل بعد انتهاء موعد نشاطها المذكور، ما أدى إلى نشر التقرير وجلسات الاستماع النهائية على عجل قبل موعد انتهاء عمل اللجنة. سبب هذا الاستعجال فقدان الاتصال مع الأسماء الموصى بمحاكمتها أو الأسماء الموصى بفصلها من الوظيفة، بالإضافة إلى نقص عامٍ في الدلائل التي تدعم ادعاءات لجنة الحقيقة والمصالحة. كما تمت الإشارة إلى ضعف سلطة اللجنة، وظهر ذلك لاحقاً من خلال فشل الحكومة الليبيرية في تنفيذ التوصيات التي اقترحتها اللجنة. وبالإضافة إلى تجاهل توصيات اللجنة، وجدت الحكومة الليبيرية أن قائمة الشخصيات الموصى بفصلها من الوظيفة أو الخدمة غير قانونية. وذلك ما سمح للرئيسة سيرليف، وهي إحدى الشخصيات التي أوصت اللجنة بتجريدها من الخدمة، بالبقاء في السلطة، ما جذب الكثير من الانتقادات الدولية.